# Mary Geddes
Mary Geddes (fl. XX secolo) è stata una schermitrice britannica, vincitrice di una medaglia d'argento ed una di bronzo ai campionati mondiali di scherma.